# هاينز فالك
هاينز فالك (بالألمانية: Heinz Falk)‏ هو كيميائي نمساوي، ولد في 29 أبريل 1939 في سانت بولتن في النمسا.